# Richard Falkenberg (Politiker)
Richard Falkenberg (* 31. Dezember 1875 in Stettin; † nicht ermittelt) war ein deutscher Politiker (SPD).
Nach dem Besuch der Volksschule in Stettin wurde Falkenberg Tischler. Ab 1905 war er Angestellter des Deutschen Holzarbeiterverbands, im Holzarbeiterverband war er zeitweise auch Gauvorsteher des Gaus Pommern. 
Falkenberg betätigte sich politisch in der SPD und gehörte zeitweise dem Bezirksvorstand der SPD an. Von 1909 bis 1924 war er Stadtverordneter in Stettin. Von 1920 bis 1929 gehörte er dem Provinziallandtag der Provinz Pommern an; er wurde jeweils im Wahlkreis Stettin gewählt. Von 1922 bis 1926 war er stellvertretender Vorsitzender des Provinzialausschusses. Von 1921 bis 1926 war er Mitglied des Provinzialrates. 
Der Provinziallandtag wählte ihn für den Zeitraum von Februar 1926 bis Januar 1930 als Mitglied in den Preußischen Staatsrat, für den Zeitraum von Januar 1930 bis April 1933 dann als stellvertretendes Mitglied. Im Staatsrat gehörte er der SPD-Fraktion an.